# Нека говорят
„Нека говорят“ (на английски: Let Them All Talk) е американска трагикомедия от 2020 г. на режисьора Стивън Содърбърг по сценарий на Дебора Айзенбърг. Във филма участват Мерил Стрийп, Даян Уийст, Кандис Бъргън, Джема Чан и Лукас Хеджес. Филмът е пуснат по стрийминг услугата HBO Max на 10 декември 2020 г.